# Edmond T. Gréville
Edmond Gréville Thonger (* 20. Juni 1906 in Nizza, Département Alpes-Maritimes, Frankreich; † 26. Mai 1966 ebenda) war ein französischer Filmregisseur und Drehbuchautor, der zwischen den 1930er und 1960er Jahren über 30 internationale Kinofilme realisierte, darunter Filme wie Die seidene Schlinge, Heiß auf nackten Steinen, Die unheimlichen Hände des Dr. Orlak oder Die Lügner.

## Leben und Karriere
Edmond T. Gréville wurde 1906 als Edmond Gréville Thonger in der französischen Stadt Nizza im Département Alpes-Maritimes geboren. Der Sohn von französisch-britischen Eltern, sein Vater war ein protestantischer Pastor, begann seine Filmlaufbahn 1927 als Schauspieler mit einer Nebenrolle in Abel Gances Monumentalklassiker Napoléon. 1930 spielte er in René Clairs romantischem Drama Unter den Dächern von Paris die zweite männliche Hauptrolle neben Albert Préjean. Da ihn die Arbeit hinter der Kamera aber mehr beeindruckte, hatte er schon 1929 die Prioritäten gewechselt und sich bei Regisseur Ewald André Dupont Kriminaldrama Nachtwelt erste Sporen als Assistant director verdient. 1931 startete er dann seine Karriere als Regisseur mit einer Reihe von Kurzfilmen, nach 1932 konzentrierte sich Gréville dann in der Hauptsache auf die Realisierung von Spielfilmen in Frankreich und Großbritannien.
Seine erste Produktion, die auch in deutsche Kinos kam, war das romantische Drama Im Strom der Gefühle aus dem Jahr 1935. In den 1940er Jahren entstanden dann Filme wie Für eine Liebesnacht, Die seidene Schlinge oder Das gefährliche Alter. 1951 drehte Gréville die deutsche Produktion Im Bann der Madonna mit Maria Holst in der Hauptrolle. 1955 inszenierte er mit Jean Gabin das Filmdrama Hafen des Verlangens. 1960 führte er Regie bei der Literaturverfilmung Die unheimlichen Hände des Dr. Orlak mit Mel Ferrer und Christopher Lee in den Hauptrollen. 1963 realisierte er mit dem Kriminaldrama Die Schlange seinen letzten Film.
In der über dreißig Jahre währenden Filmkarriere entstanden unter Grévilles Regie zahlreiche Filmproduktionen mit prominenter internationaler Besetzung. Er schrieb rund ein Dutzend Drehbücher und inszenierte Filme in mehreren Ländern und in den unterschiedlichsten Filmgenres. Als Edmond T. Gréville am 26. Mai 1966 in seiner Heimatstadt Nizza starb, war er 59 Jahre alt.

## Filmografie (Auswahl)

### Als Regisseur
- 1935: Im Strom der Gefühle (Remous)
- 1937: Secret Lives
- 1947: Für eine Liebesnacht (Pour une nuit d'amour)
- 1948: Die seidene Schlinge (Noose)
- 1948: Niet tevergeefs (But Not in Vain)
- 1949: Das gefährliche Alter (The Romantic Age)
- 1951: Im Bann der Madonna
- 1955: Hafen des Verlangens (Le Port du désir)
- 1956: Geheimer Krieg (Guilty?)
- 1959: Insel der Versuchung (L'île du bout du monde)
- 1960: Heiß auf nackten Steinen (Beat Girl)
- 1960: Die unheimlichen Hände des Dr. Orlak (The Hands of Orlac)
- 1961: Die Lügner (Les menteurs)
- 1963: Die Schlange (L'accident)

### Als Drehbuchautor
- 1947: Für eine Liebesnacht (Pour une nuit d'amour)
- 1959: Insel der Versuchung (L'île du bout du monde)
- 1960: Heiß auf nackten Steinen (Beat Girl)
- 1960: Die unheimlichen Hände des Dr. Orlak (The Hands of Orlac)
- 1963: Die Schlange (L'accident)
- 1963: Das Schloß des Grauens (Le vergine di Norimberga)

### Als Schauspieler
- 1927: Napoleon (Napoleon)
- 1930: Unter den Dächern von Paris (Sous les toits de Paris)
- 1955: Hafen des Verlangens (Port du désir)